# Friends (Scooter)
Friends is een nummer van de Duitse raveband Scooter uit 1995. Het is de derde single van hun debuutalbum ...and the Beat Goes On!.
"Friends" is het eerste Scooter-nummer waarbij gebruik wordt gemaakt van een vrouwelijke zangstem waarbij de toonhoogte is verhoogd. Het nummer werd wederom een grote hit voor Scooter in het Duitse taalgebied, met een 3e positie in Duitsland. In de Nederlandse Top 40 haalde het nummer een bescheiden 24e positie.